# Praseodimij
Praseodimij je kemijski element atomskog (rednog) broja 59 i atomske mase 140,90765(2). U periodnom sustavu elemenata predstavlja ga simbol Pr.
Praseodimij je 1885. godine otkrio Carl F. Auer von Welsbach (Austrija). Ime je dobio od grčkih riječi prasios i didymos što znači zeleni blizanac. To je mekani, srebrnasti metal koji se može kovati. Na zraku se prekrije zelenom oksidnom prevlakom. Lako se otapa u vodi i kiselinama. Kada se zagrije, zapali se i izgara u Pr2O3.